# Nicola Abbagnano
Nicola Abbagnano (Salerno, 15. srpnja 1901. – Milano, 9. rujna 1990.), talijanski filozof.
Predstavnik egzistencijalizma. Polemizirao s nekim temeljnim Heideggerovim i Jaspersovim filozofskim stajalištima. 

## Djela
- "Princip metafizike" (1936.)
- "Struktura egzistencije" (1939.)
- "Uvod u egzistencijalizam" (1942.)
- "Filozofija, religija i znanost" (1947.)
- "Historija filozofije" (tri sveska, 1946. – 1950.)
- "Umjetnost, jezik, društvo" (1951.)
- "Mogućnost i sloboda" (1956.)
- "Problemi sociologije" (1959.)
- "Rječnik filozofije" (1960.)
- "Čovjek, projekt 21. stoljeća" (1980.)